# Saksajärvi
Saksajärvi är en sjö i Kiruna kommun i Lappland och ingår i Torneälvens huvudavrinningsområde. Sjön har en area på 0,24 kvadratkilometer och ligger 316,9 meter över havet.

## Delavrinningsområde
Saksajärvi ingår i det delavrinningsområde (760898-177507) som SMHI kallar för Ovan VDRID = Pahtajoki i Muonioälvens vattendrags*. Medelhöjden är 333 meter över havet och ytan är 19,17 kvadratkilometer. Räknas de 167 avrinningsområdena uppströms in blir den ackumulerade arean 5 730,31 kvadratkilometer. Muonioälven (Njärrejåkkå) som avvattnar avrinningsområdet har biflödesordning 2, vilket innebär att vattnet flödar genom totalt 2 vattendrag innan det når havet efter 413 kilometer. Avrinningsområdet består mestadels av skog (60 procent), öppen mark (13 procent) och sankmarker (16 procent). Avrinningsområdet har 1,46 kvadratkilometer vattenytor vilket ger det en sjöprocent på 7,6 procent. Bebyggelsen i området täcker en yta av 0,61 kvadratkilometer eller 3 procent av avrinningsområdet.